# Moschuskrake

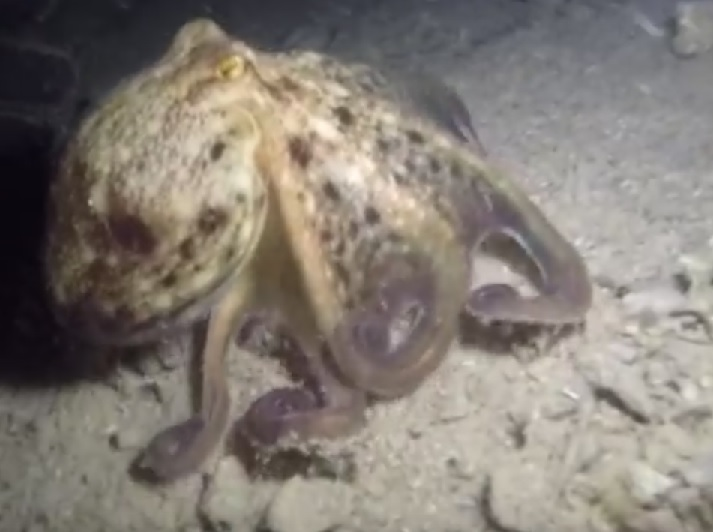
Eledone moschata, dorsale Sicht

Der Moschuskrake (Eledone moschata) ist ein kleiner Kopffüßer aus der Gattung Eledone. Er lebt hauptsächlich im Mittelmeer, kommt aber auch in einem kleinen Abschnitt des Atlantischen Ozeans vor. Erstmals beschrieben wurde die Art im Jahr 1798 von dem französischen Zoologen Jean-Baptiste Lamarck.

## Etymologie
Der Name Moschuskrake beruht auf dem moschusartigen Geruch, den die Drüsen auf der Haut des Tieres absondern, sobald es aus dem Wasser genommen wird. Wozu dieser Geruch dient ist noch unerforscht.

## Merkmale

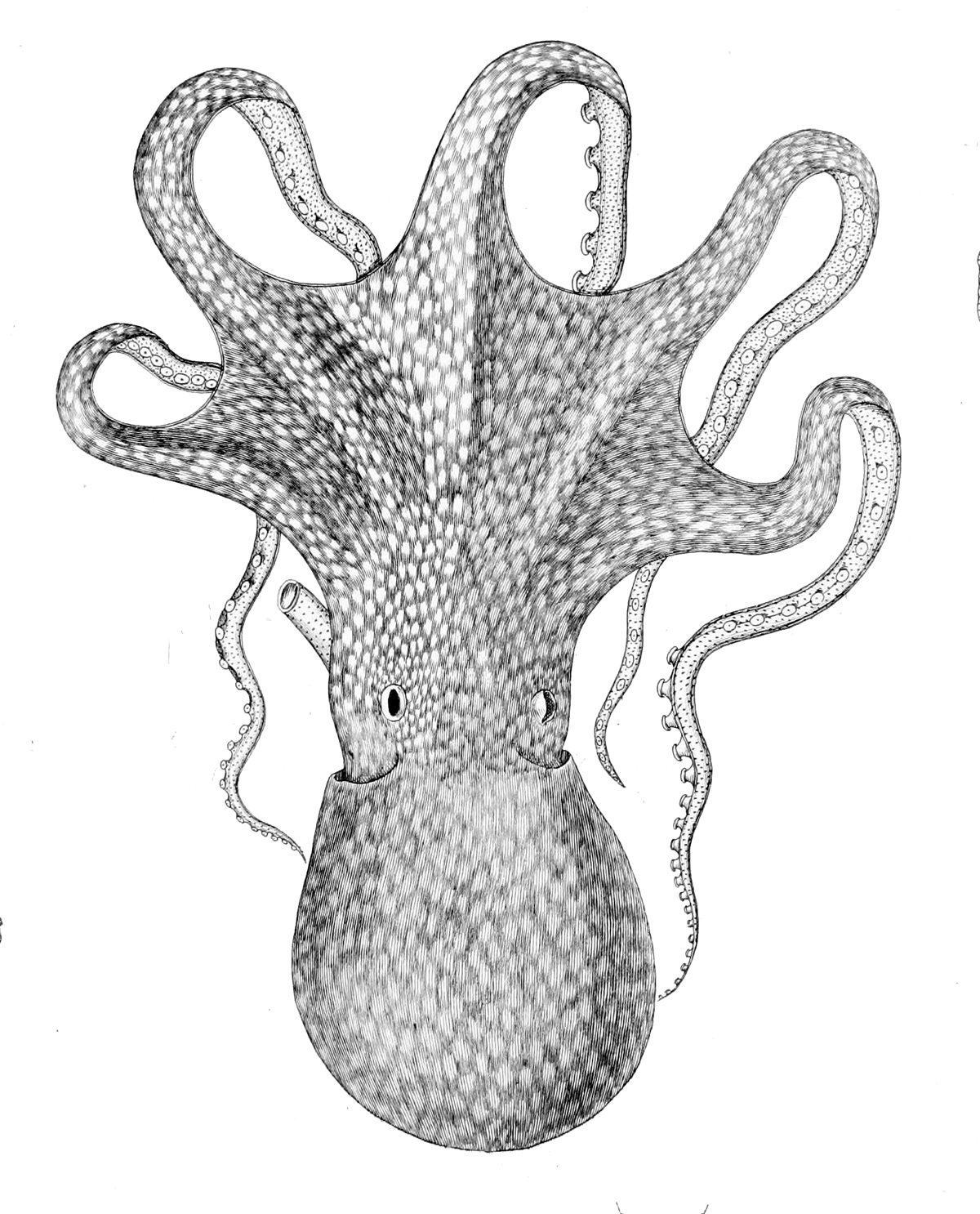
Zeichnung von Eledone moschata

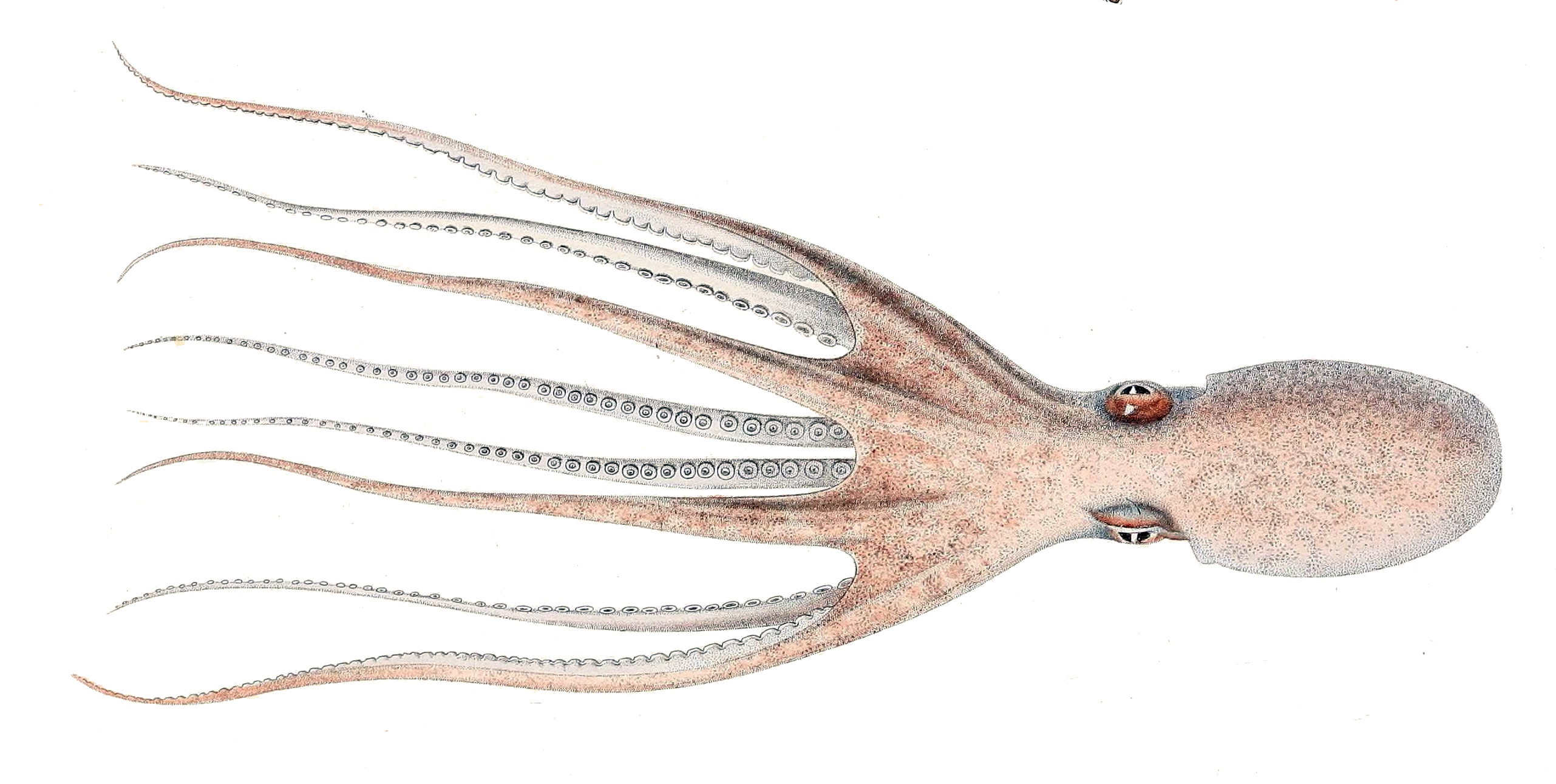
Illustration von 1845

### Anatomie
Der Moschuskrake erreicht im Durchschnitt eine Gesamtlänge von 40 Zentimetern, wobei der Mantel eine Länge von 14 Zentimetern erreicht. Das bisher größte gefundene Exemplar hatte eine Mantellänge von 18,8 Zentimetern und eine Gesamtlänge von 74 Zentimetern. Das Gewicht lag bei 1,414 Kilogramm.
Das ventrale Armpaar ist etwas kürzer als die restlichen Tentakeln, die in etwa gleich lang sind. Die Arme erreichen die zweieinhalb- bis dreifache Länge des Mantels. Die Autonomie der Tentakeln fehlt bei bestimmten Abschnitten. Der rechte dritte Arm des Männchens ist der Hectocotylus. Dieser erreicht 85 bis 90 % der Länge des gegenüberliegenden dritten Armes. Die Schwimmhaut bedeckt 30 % der Armlänge und ist an den seitlichen Tentakeln tiefer ausgebildet. Die Schwimmhautsektoren der rücken- und bauchseitigen Armpaare ist am flachsten. Die Schwimmhaut ist dünn und von transparentem Aussehen. Der Moschuskrake besitzt an jedem Tentakel eine reihe von Saugnäpfen. An einem normalen Arm befinden sich 120 Saugnäpfe. Bei älteren Männchen sind die Saugnäpfe der nicht-hectocotylen Tentakeln modifiziert angeordnet, sodass jeder Arm 90 Saugnäpfe besitzt, gefolgt von 30 kammförmig angeordneten Paaren. Der hectocotyle Arm besitzt 63 bis 66 Saugnäpfe. An den Spitzen der nicht-hectocotylen Armen enden die Saugnäpfe in zwei Reihen aus fleischigen Papillen oder Lamellen.
Die Kiemen besitzen elf bis zwölf Lamellen pro Demibranch. Die Radula ist unterteilt in neun Elemente. Sie besitzt sieben Reihen von Zähnen sowie Randplatten. Der Moschuskrake besitzt einen sehr großen Kropf, der eine Nebenabzweigung der Speiseröhre bildet. Ein Tintenbeutel und Analklappen sind vorhanden. Ligula, die sich jeweils in den Spitzen der Tentakeln befinden und zwei Prozent der Länge ausmachen, besitzen gehirnähnliche Windungen.

### Farbe und Tarnung
Die Haut ist grau und weist auf dem dorsalen Mantel und den Tentakeln leicht abgerundete, schwarze Flecken auf. Entlang der Ränder der Tentakeln verlaufen schillernde grün-goldene Linien. Falsch-Augenflecken (Ocellen) sind bei Eledone moschata nicht vorhanden. Wie alle Echten Kraken kann der Moschuskrake sein Aussehen der Umgebung anpassen. Diese Tarnung beruht auf einer Kombination aus verschiedenen Chromatophoren und einer Veränderung der Hauttextur.

## Lebensweise

### Ernährung
Die Nahrung des Moschuskraken besteht aus Krebstieren, Weichtieren und kleinen Fischen, wobei Krustentiere bevorzugt werden. In Gefangenschaft lebende Tiere lehnen in der Regel Weichtiere ab. Das Beutetier kann auch größer als der Moschuskrake selbst sein. Gefressen werden unter anderem die Arten Maja squinado, Macropodia rostrata, Lambrus angulifrons, Inachus dorsettensis, Carcinus aestuarii, Pachygrapsus marmoratus, Xantho poressa, Goneplax rhomboides, Mytilus galloprovincialis, Sepia orbigniyana, Engraulis encrasicolus, Sardina pilchardus, Mullus barbatus, Diplodus annularis, Merluccius merluccius, Merlangius merlangus, Lepidotrigla cavillone, Trachurus trachurus und Trisopterus minutus.

### Lebensraum
Eledone moschata kommt im Mittelmeer und an der Küste des Golfs von Cádiz vor. Er lebt küstennah in einer Tiefe von 10–300 Metern unter dem Meeresspiegel und bevorzugt schlammigen Untergrund. Beobachtungen von in Gefangenschaft lebenden Tieren zeigen, dass diese Art dämmerungs- und nachtaktiv ist.

### Fortpflanzung
Die Befruchtung erfolgt wie bei allen Octopodidae über den Hectocotylus, einen umgewandelten Tentakel des Männchens. Dieser wird in die Mantelhöhle des Weibchens eingeführt und überträgt die Spermatophoren Diese liegen entlang einer offenen Vertiefung auf dem Hectocotylus, der in einer löffelförmigen Spitze, der Ligula, endet.
Weibchen legen bis zu 500 verhältnismäßig große Eier, die in kleinen Clustern mit jeweils 3 bis 10 Eiern angeordnet sind. Diese sind an der Basis der Eierstiele miteinander verbunden. Die frisch geschlüpften Jungen sind vorerst benthische Lebensformen.

## Medizin, Forschung
Im Jahre 1949 extrahierte der österreichische Arzt und Pharmakologe Fred Lembeck aus der Speicheldrüse des Moschuskraken die Substanz Eledoisin, ein Tachykinin, welches in der Lage ist, glatte Muskulatur zu schneller – nicht wie Bradykinin zu langsamer – Kontraktion zu bringen.

## Moschuskrake und der Mensch
Der Moschuskrake ist in vielen Regionen des Mittelmeers ein häufig gefangenes Weichtier, besonders in der Adria und an den Küsten von Nordafrika, Spanien und Portugal. In der Gastronomie wird er häufig unter dem italienischen Namen Moscardino Muschiato angeboten, international aber auch als Moscardino rosso, Qarnit tal-misk, Muscardin, Bou msik oder Muzgavac.